# Eugène Struye

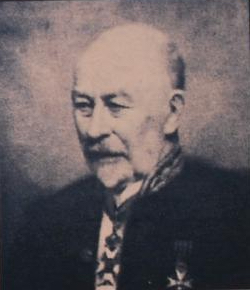

Eugène Marie Joseph Struye (Ieper, 7 februari 1831 - 26 juli 1910) was een Belgisch senator.

## Levensloop
Struye was een zoon van Félix Struye (1800-1870), lid van het Nationaal Congres en van Séraphine Provoost (1800-1831). Zijn moeder overleed in het kraambed. Hij was een oom van Félix Struye de Swielande en bleef vrijgezel.
In 1908 kreeg hij, samen met zijn neef Félix, opname in de Belgische adel. 
Struye promoveerde tot kandidaat in de wijsbegeerte en letteren aan de Katholieke Universiteit Leuven. In 1891 werd hij gemeenteraadslid van Ieper en van 1903 tot 1907 was hij er schepen.
Van 1876 tot 1900 was hij katholiek parlementslid:
- van 1876 tot 1894 als volksvertegenwoordiger voor het arrondissement Oostende-Diksmuide-Ieper,
- van 1894 tot 1900 als provinciaal senator voor West-Vlaanderen